# Darius Maciulevičius
Darius Maciulevičius (født 6. november 1973 i Kaunas, Sovjetunionen) er en litauisk tidligere fodboldspiller (midtbane).
Maciulevičius spillede i perioden 1991-2005 38 kampe og scorede otte mål for Litauens landshold. På klubplan repræsenterede han blandt andet Inkaras og Sūduva i hjemlandet, samt russiske Alania.